# Łyżwiarstwo figurowe na Zimowych Igrzyskach Olimpijskich 2014 – zawody drużynowe
Łyżwiarstwo figurowe na Zimowych Igrzyskach Olimpijskich 2014 – zawody drużynowe – jedna z pięciu konkurencji rozgrywanych w ramach rywalizacji łyżwiarzy figurowych na Zimowych Igrzyskach Olimpijskich 2014. Zmagania drużynowe odbyły się w dniach 6–9 lutego 2014 w hali Ajsberg.

## Terminarz
| Data     | Konkurencja                    | Godzina rozpoczęcia | Godzina rozpoczęcia |
| Data     | Konkurencja                    | Czas CET            | Czas lokalny        |
| -------- | ------------------------------ | ------------------- | ------------------- |
| 6 lutego | Program krótki solistów        | 16:30               | 19:30               |
| 6 lutego | Program krótki par sportowych  | 18:10               | 21:10               |
| 8 lutego | Taniec krótki par tanecznych   | 15:30               | 18:30               |
| 8 lutego | Program krótki solistek        | 17:10               | 20:10               |
| 8 lutego | Program dowolny par sportowych | 19:05               | 22:05               |
| 9 lutego | Program dowolny solistów       | 16:00               | 19:00               |
| 9 lutego | Program dowolny solistek       | 17:05               | 20:05               |
| 9 lutego | Taniec dowolny par tanecznych  | 18:10               | 21:10               |

## Składy reprezentacji
Kraje zakwalifikowane do zawodów drużynowych na igrzyskach olimpijskich wystawiły reprezentacje w następującym składzie:
| Reprezentacja            | Soliści                                | Solistki                                     | Pary sportowe                                                                   | Pary taneczne                                                                       |
| ------------------------ | -------------------------------------- | -------------------------------------------- | ------------------------------------------------------------------------------- | ----------------------------------------------------------------------------------- |
| Chińska Republika Ludowa | Yan Han                                | Zhang Kexin                                  | Peng Cheng / Zhang Hao                                                          | Huang Xintong / Zheng Xun                                                           |
| Francja                  | Florent Amodio                         | Maé-Bérénice Méité                           | Vanessa James / Morgan Ciprès                                                   | Nathalie Péchalat / Fabian Bourzat                                                  |
| Japonia                  | Yuzuru Hanyū (SP) Tatsuki Machida (FS) | Mao Asada (SP) Akiko Suzuki (FS)             | Narumi Takahashi / Ryuichi Kihara                                               | Cathy Reed / Chris Reed                                                             |
| Kanada                   | Patrick Chan (SP) Kevin Reynolds (FS)  | Kaetlyn Osmond                               | Meagan Duhamel / Eric Radford (SP) Kirsten Moore-Towers / Dylan Moscovitch (FS) | Tessa Virtue / Scott Moir                                                           |
| Niemcy                   | Peter Liebers                          | Nathalie Weinzierl                           | Maylin Wende / Daniel Wende                                                     | Nielli Żyganszyna / Alexander Gazsi                                                 |
| Rosja                    | Jewgienij Pluszczenko                  | Julija Lipnicka                              | Tetiana Wołosożar / Maksim Trańkow (SP) Ksienija Stołbowa / Fiodor Klimow (FS)  | Jekatierina Bobrowa / Dmitrij Sołowjow (SD) Jelena Iljinych / Nikita Kacałapow (FD) |
| Stany Zjednoczone        | Jeremy Abbott (SP) Jason Brown (FS)    | Ashley Wagner (SP) Gracie Gold (FS)          | Marissa Castelli / Simon Shnapir                                                | Meryl Davis / Charlie White                                                         |
| Ukraina                  | Jakiw Hodoroża                         | Natalija Popowa                              | Julija Ławrentiewa / Jurij Rudyk                                                | Siobhan Heekin-Canedy / Dmytro Duń                                                  |
| Wielka Brytania          | Matthew Parr                           | Jenna McCorkell                              | Stacey Kemp / David King                                                        | Penny Coomes / Nicholas Buckland                                                    |
| Włochy                   | Paul Bonifacio Parkinson               | Carolina Kostner (SP) Valentina Marchei (FS) | Stefania Berton / Ondřej Hotárek                                                | Anna Cappellini / Luca Lanotte (SD) Charlène Guignard / Marco Fabbri (FD)           |

## Wyniki

### Program krótki

#### Soliści
| Poz. | Zawodnik              | Reprezentacja            | TSS   | Elementy oceny | Elementy oceny | Elementy oceny | Elementy oceny | Elementy oceny | Elementy oceny | Elementy oceny | Elementy oceny | Nbr. | Pts. |    |    |
| Poz. | Zawodnik              | Reprezentacja            | TSS   | TES            | PCS            | SS             | TR             | PE             | CH             | IN             | Ded            | Nbr. | Pts. |    |    |
| ---- | --------------------- | ------------------------ | ----- | -------------- | -------------- | -------------- | -------------- | -------------- | -------------- | -------------- | -------------- | ---- | ---- | -- | -- |
| 1    | Yuzuru Hanyū          | Japonia                  | 97,98 | 52,55          | 45,43          | 9,18           | 8,96           | 9,11           | 9,04           | 9,14           | 0,00           | Nbr. | Pts. | 10 | 10 |
| 2    | Jewgienij Pluszczenko | Rosja                    | 91,39 | 48,18          | 43,21          | 8,75           | 7,93           | 8,96           | 8,64           | 8,93           | 0,00           | Nbr. | Pts. | 4  | 9  |
| 3    | Patrick Chan          | Kanada                   | 89,71 | 44,03          | 45,68          | 9,21           | 9,11           | 9,00           | 9,11           | 9,25           | 0,00           | Nbr. | Pts. | 9  | 8  |
| 4    | Yan Han               | Chińska Republika Ludowa | 85,52 | 46,59          | 38,93          | 8,14           | 7,50           | 7,68           | 7,79           | 7,82           | 0,00           | Nbr. | Pts. | 7  | 7  |
| 5    | Florent Amodio        | Francja                  | 79,93 | 40,86          | 39,07          | 7,93           | 7,18           | 8,11           | 7,71           | 8,14           | 0,00           | Nbr. | Pts. | 8  | 6  |
| 6    | Peter Liebers         | Niemcy                   | 79,61 | 43,50          | 36,11          | 7,29           | 7,07           | 7,18           | 7,32           | 7,18           | 0,00           | Nbr. | Pts. | 6  | 5  |
| 7    | Jeremy Abbott         | Stany Zjednoczone        | 65,65 | 27,22          | 39,43          | 8,00           | 7,75           | 7,64           | 8,11           | 7,93           | 1,00           | Nbr. | Pts. | 5  | 4  |
| 8    | Jakiw Hodoroża        | Ukraina                  | 60,51 | 32,26          | 28,25          | 5,82           | 5,46           | 5,68           | 5,61           | 5,68           | 0,00           | 3    | Pts. | 3  |    |
| 9    | Matthew Parr          | Wielka Brytania          | 57,40 | 29,71          | 27,69          | 5,68           | 5,36           | 5,61           | 5,54           | 5,50           | 0,00           | 1    | 2    |    |    |
| 10   | Paul Bonifacio        | Włochy                   | 53,94 | 28,08          | 27,86          | 5,71           | 5,11           | 5,68           | 5,57           | 5,79           | 2,00           | 2    | 1    |    |    |

#### Pary sportowe
| Poz. | Zawodnicy                          | Reprezentacja            | TSS   | Elementy oceny | Elementy oceny | Elementy oceny | Elementy oceny | Elementy oceny | Elementy oceny | Elementy oceny | Elementy oceny | Nbr. | Pts. |    |    |
| Poz. | Zawodnicy                          | Reprezentacja            | TSS   | TES            | PCS            | SS             | TR             | PE             | CH             | IN             | Ded            | Nbr. | Pts. |    |    |
| ---- | ---------------------------------- | ------------------------ | ----- | -------------- | -------------- | -------------- | -------------- | -------------- | -------------- | -------------- | -------------- | ---- | ---- | -- | -- |
| 1    | Tetiana Wołosożar / Maksim Trańkow | Rosja                    | 83,79 | 45,10          | 38,69          | 9,57           | 9,39           | 9,68           | 9,86           | 9,86           | 0,00           | Nbr. | Pts. | 10 | 10 |
| 2    | Meagan Duhamel / Eric Radford      | Kanada                   | 73,10 | 41,30          | 31,80          | 7,86           | 7,96           | 8,00           | 7,96           | 7,96           | 0,00           | Nbr. | Pts. | 8  | 9  |
| 3    | Peng Cheng / Zhang Hao             | Chińska Republika Ludowa | 71,01 | 40,97          | 30,04          | 7,61           | 7,29           | 7,54           | 7,50           | 7,61           | 0,00           | Nbr. | Pts. | 5  | 8  |
| 4    | Stefania Berton / Ondřej Hotárek   | Włochy                   | 70,31 | 38,43          | 31,88          | 7,89           | 7,75           | 8,04           | 8,00           | 8,18           | 0,00           | Nbr. | Pts. | 9  | 7  |
| 5    | Marissa Castelli / Simon Shnapir   | Stany Zjednoczone        | 64,25 | 34,99          | 29,26          | 7,32           | 7,11           | 7,39           | 7,32           | 7,43           | 0,00           | Nbr. | Pts. | 6  | 6  |
| 6    | Maylin Wende / Daniel Wende        | Niemcy                   | 60,82 | 33,80          | 27,02          | 6,79           | 6,50           | 6,89           | 6,71           | 6,89           | 0,00           | Nbr. | Pts. | 4  | 5  |
| 7    | Vanessa James / Morgan Cipres      | Francja                  | 57,45 | 30,36          | 28,09          | 7,11           | 6,89           | 6,93           | 7,11           | 7,07           | 1,00           | Nbr. | Pts. | 7  | 4  |
| 8    | Narumi Takahashi / Ryuichi Kihara  | Japonia                  | 46,56 | 25,13          | 21,43          | 5,50           | 5,04           | 5,39           | 5,50           | 5,36           | 0,00           | 1    | Pts. | 3  |    |
| 9    | Julija Ławrentiewa / Jurij Rudyk   | Ukraina                  | 46,34 | 25,27          | 21,07          | 5,32           | 5,04           | 5,32           | 5,36           | 5,29           | 0,00           | 3    | 2    |    |    |
| 10   | Stacey Kemp / David King           | Wielka Brytania          | 44,70 | 24,44          | 21,26          | 5,32           | 5,14           | 5,36           | 5,36           | 5,39           | 1,00           | 2    | 1    |    |    |

#### Pary taneczne
| Poz. | Zawodnicy                              | Reprezentacja            | TSS   | Elementy oceny | Elementy oceny | Elementy oceny | Elementy oceny | Elementy oceny | Elementy oceny | Elementy oceny | Elementy oceny | Nbr. | Pts. |    |    |
| Poz. | Zawodnicy                              | Reprezentacja            | TSS   | TES            | PCS            | SS             | TR             | PE             | CH             | IN             | Ded            | Nbr. | Pts. |    |    |
| ---- | -------------------------------------- | ------------------------ | ----- | -------------- | -------------- | -------------- | -------------- | -------------- | -------------- | -------------- | -------------- | ---- | ---- | -- | -- |
| 1    | Meryl Davis / Charlie White            | Stany Zjednoczone        | 75,98 | 37,07          | 38,91          | 9,64           | 9,54           | 9,86           | 9,75           | 9,82           | 0,00           | Nbr. | Pts. | 10 | 10 |
| 2    | Tessa Virtue / Scott Moir              | Kanada                   | 72,98 | 35,22          | 37,76          | 9,36           | 9,36           | 9,50           | 9,46           | 9,50           | 0,00           | Nbr. | Pts. | 9  | 9  |
| 3    | Jekatierina Bobrowa / Dmitrij Sołowjow | Rosja                    | 70,27 | 34,22          | 36,05          | 9,00           | 8,75           | 9,18           | 8,89           | 9,18           | 0,00           | Nbr. | Pts. | 8  | 8  |
| 4    | Nathalie Péchalat / Fabian Bourzat     | Francja                  | 69,15 | 34,50          | 34,65          | 8,64           | 8,54           | 8,82           | 8,64           | 8,68           | 0,00           | Nbr. | Pts. | 6  | 7  |
| 5    | Anna Cappellini / Luca Lanotte         | Włochy                   | 64,92 | 31,00          | 33,92          | 8,39           | 8,29           | 8,54           | 8,61           | 8,54           | 0,00           | Nbr. | Pts. | 7  | 6  |
| 6    | Nielli Żyganszyna / Alexander Gazsi    | Niemcy                   | 58,04 | 29,78          | 28,26          | 7,11           | 6,71           | 7,39           | 7,21           | 6,93           | 0,00           | Nbr. | Pts. | 4  | 5  |
| 7    | Penny Coomes / Nicholas Buckland       | Wielka Brytania          | 52.93 | 24,01          | 29.92          | 7,36           | 7.29           | 7,57           | 7,57           | 7,57           | 1,00           | Nbr. | Pts. | 5  | 4  |
| 8    | Cathy Reed / Chris Reed                | Japonia                  | 52,00 | 25,86          | 26,14          | 6,57           | 6,29           | 6,75           | 6,43           | 6,61           | 0,00           | 3    | Pts. | 3  |    |
| 9    | Siobhan Heekin-Canedy / Dmytro Duń     | Ukraina                  | 49,19 | 25,79          | 23,40          | 5,93           | 5,75           | 5,75           | 6,11           | 5,71           | 0,00           | 2    | 2    |    |    |
| 10   | Huang Xintong / Zheng Xun              | Chińska Republika Ludowa | 47,88 | 23,64          | 24,24          | 6,21           | 5,86           | 6,14           | 6,14           | 5,96           | 0,00           | 1    | 1    |    |    |

#### Solistki
| Poz. | Zawodniczka        | Reprezentacja            | TSS   | Elementy oceny | Elementy oceny | Elementy oceny | Elementy oceny | Elementy oceny | Elementy oceny | Elementy oceny | Elementy oceny | Nbr. | Pts. |    |    |
| Poz. | Zawodniczka        | Reprezentacja            | TSS   | TES            | PCS            | SS             | TR             | PE             | CH             | IN             | Ded            | Nbr. | Pts. |    |    |
| ---- | ------------------ | ------------------------ | ----- | -------------- | -------------- | -------------- | -------------- | -------------- | -------------- | -------------- | -------------- | ---- | ---- | -- | -- |
| 1    | Julija Lipnicka    | Rosja                    | 72,90 | 39,39          | 33,51          | 8,43           | 8,07           | 8,43           | 8,54           | 8,43           | 0,00           | Nbr. | Pts. | 8  | 10 |
| 2    | Carolina Kostner   | Włochy                   | 70,84 | 35,92          | 34,92          | 8,64           | 8,36           | 8,86           | 8,75           | 9,04           | 0,00           | Nbr. | Pts. | 10 | 9  |
| 3    | Mao Asada          | Japonia                  | 64,07 | 31,25          | 33,82          | 8,54           | 8,14           | 8,39           | 8,50           | 8,71           | 1,00           | Nbr. | Pts. | 9  | 8  |
| 4    | Ashley Wagner      | Stany Zjednoczone        | 63,10 | 32,16          | 30,94          | 7,86           | 7,46           | 7,68           | 7,75           | 7,93           | 0,00           | Nbr. | Pts. | 7  | 7  |
| 5    | Kaetlyn Osmond     | Kanada                   | 62,54 | 33,86          | 28,68          | 7,04           | 6,96           | 7,21           | 7,18           | 7,46           | 0,00           | Nbr. | Pts. | 1  | 6  |
| 6    | Maé-Bérénice Méité | Francja                  | 55,45 | 29,75          | 25,70          | 6,46           | 6,18           | 6,43           | 6,43           | 6,64           | 0,00           | Nbr. | Pts. | 6  | 5  |
| 7    | Zhang Kexin        | Chińska Republika Ludowa | 54,58 | 31,75          | 22,83          | 6,04           | 5,39           | 5,71           | 5,79           | 5,61           | 0,00           | Nbr. | Pts. | 2  | 4  |
| 8    | Natalija Popowa    | Ukraina                  | 53,44 | 27,95          | 25,49          | 6,54           | 6,11           | 6,50           | 6,32           | 6,39           | 0,00           | 4    | Pts. | 3  |    |
| 9    | Nathalie Weinzierl | Niemcy                   | 52,16 | 28,21          | 24,95          | 6,36           | 5,93           | 6,25           | 6,29           | 6,36           | 1,00           | 5    | 2    |    |    |
| 10   | Jenna McCorkell    | Wielka Brytania          | 50,09 | 26,48          | 23,61          | 5,93           | 5,57           | 6,11           | 5,86           | 6,04           | 0,00           | 3    | 1    |    |    |

### Program dowolny

#### Pary sportowe
| Poz. | Zawodnicy                               | Reprezentacja     | TSS    | Elementy oceny | Elementy oceny | Elementy oceny | Elementy oceny | Elementy oceny | Elementy oceny | Elementy oceny | Elementy oceny | Nbr. | Pts. |   |    |
| Poz. | Zawodnicy                               | Reprezentacja     | TSS    | TES            | PCS            | SS             | TR             | PE             | CH             | IN             | Ded            | Nbr. | Pts. |   |    |
| ---- | --------------------------------------- | ----------------- | ------ | -------------- | -------------- | -------------- | -------------- | -------------- | -------------- | -------------- | -------------- | ---- | ---- | - | -- |
| 1    | Ksienija Stołbowa / Fiodor Klimow       | Rosja             | 135,09 | 67,03          | 68,06          | 8,39           | 8,29           | 8,57           | 8,61           | 8,68           | 0,00           | Nbr. | Pts. | 5 | 10 |
| 2    | Kirsten Moore-Towers / Dylan Moscovitch | Kanada            | 129,74 | 64,89          | 64,85          | 8,14           | 7,82           | 8,25           | 8,11           | 8,21           | 0,00           | Nbr. | Pts. | 4 | 9  |
| 3    | Stefania Berton / Ondřej Hotárek        | Włochy            | 120,82 | 60,45          | 61,37          | 7,71           | 7,46           | 7,61           | 7,75           | 7,82           | 1.00           | Nbr. | Pts. | 3 | 8  |
| 4    | Marissa Castelli / Simon Shnapir        | Stany Zjednoczone | 117,94 | 60,27          | 58,67          | 7,32           | 7,21           | 7,39           | 7,32           | 7,43           | 1.00           | Nbr. | Pts. | 2 | 7  |
| 5    | Narumi Takahashi / Ryuichi Kihara       | Japonia           | 86,33  | 43,86          | 42,47          | 5,54           | 5,04           | 5,36           | 5,29           | 5,32           | 0,00           | Nbr. | Pts. | 1 | 6  |

#### Soliści
| Poz. | Zawodnik              | Reprezentacja     | TSS    | Elementy oceny | Elementy oceny | Elementy oceny | Elementy oceny | Elementy oceny | Elementy oceny | Elementy oceny | Elementy oceny | Nbr. | Pts. |   |    |
| Poz. | Zawodnik              | Reprezentacja     | TSS    | TES            | PCS            | SS             | TR             | PE             | CH             | IN             | Ded            | Nbr. | Pts. |   |    |
| ---- | --------------------- | ----------------- | ------ | -------------- | -------------- | -------------- | -------------- | -------------- | -------------- | -------------- | -------------- | ---- | ---- | - | -- |
| 1    | Jewgienij Pluszczenko | Rosja             | 168,20 | 81,48          | 86,72          | 8,75           | 7,54           | 9,14           | 8,79           | 9,14           | 0,00           | Nbr. | Pts. | 4 | 10 |
| 2    | Kevin Reynolds        | Kanada            | 167,92 | 89,00          | 78,92          | 7,93           | 7,64           | 8,00           | 7,96           | 7,93           | 0,00           | Nbr. | Pts. | 3 | 9  |
| 3    | Tatsuki Machida       | Japonia           | 165,85 | 83,13          | 82,72          | 8,32           | 7,82           | 8,32           | 8,36           | 8,54           | 0,00           | Nbr. | Pts. | 5 | 8  |
| 4    | Jason Brown           | Stany Zjednoczone | 153,67 | 75,45          | 79,22          | 7,79           | 7,82           | 7,93           | 7,96           | 8,11           | 1,00           | Nbr. | Pts. | 2 | 7  |
| 5    | Paul Bonifacio        | Włochy            | 121,23 | 66,97          | 56,26          | 5,89           | 5,21           | 5,75           | 5,57           | 5,71           | 2,00           | Nbr. | Pts. | 1 | 6  |

#### Solistki
| Poz. | Zawodniczka       | Reprezentacja     | TSS    | Elementy oceny | Elementy oceny | Elementy oceny | Elementy oceny | Elementy oceny | Elementy oceny | Elementy oceny | Elementy oceny | Nbr. | Pts. |   |    |
| Poz. | Zawodniczka       | Reprezentacja     | TSS    | TES            | PCS            | SS             | TR             | PE             | CH             | IN             | Ded            | Nbr. | Pts. |   |    |
| ---- | ----------------- | ----------------- | ------ | -------------- | -------------- | -------------- | -------------- | -------------- | -------------- | -------------- | -------------- | ---- | ---- | - | -- |
| 1    | Julija Lipnicka   | Rosja             | 141,51 | 71,69          | 69,82          | 8,64           | 8,43           | 8,86           | 8,82           | 8,89           | 0,00           | Nbr. | Pts. | 5 | 10 |
| 2    | Gracie Gold       | Stany Zjednoczone | 129,38 | 67,49          | 61,89          | 7,82           | 7,43           | 7,86           | 7,75           | 7,82           | 0,00           | Nbr. | Pts. | 2 | 9  |
| 3    | Valentina Marchei | Włochy            | 112,51 | 54,00          | 58,51          | 7,21           | 7.04           | 7,50           | 7,32           | 7,50           | 0,00           | Nbr. | Pts. | 4 | 8  |
| 4    | Akiko Suzuki      | Japonia           | 112,33 | 49,32          | 63,01          | 8,07           | 7,75           | 7,71           | 7,89           | 7,96           | 0,00           | Nbr. | Pts. | 3 | 7  |
| 5    | Kaetlyn Osmond    | Kanada            | 110,73 | 54,53          | 57,20          | 7,11           | 6,89           | 7,25           | 7,21           | 7,29           | 1,00           | Nbr. | Pts. | 1 | 6  |

#### Pary taneczne
| Poz. | Zawodnicy                          | Reprezentacja     | TSS    | Elementy oceny | Elementy oceny | Elementy oceny | Elementy oceny | Elementy oceny | Elementy oceny | Elementy oceny | Elementy oceny | Nbr. | Pts. |   |    |
| Poz. | Zawodnicy                          | Reprezentacja     | TSS    | TES            | PCS            | SS             | TR             | PE             | CH             | IN             | Ded            | Nbr. | Pts. |   |    |
| ---- | ---------------------------------- | ----------------- | ------ | -------------- | -------------- | -------------- | -------------- | -------------- | -------------- | -------------- | -------------- | ---- | ---- | - | -- |
| 1    | Meryl Davis / Charlie White        | Stany Zjednoczone | 114.34 | 55,80          | 58,54          | 9,64           | 9,61           | 9,96           | 9,86           | 9,82           | 0,00           | Nbr. | Pts. | 5 | 10 |
| 2    | Tessa Virtue / Scott Moir          | Kanada            | 107,56 | 50,37          | 57,19          | 9,50           | 9,32           | 9,64           | 9,68           | 9,68           | 0,00           | Nbr. | Pts. | 4 | 9  |
| 3    | Jelena Iljinych / Nikita Kacałapow | Rosja             | 103,48 | 50,36          | 54,12          | 9,00           | 8,68           | 9,25           | 9,25           | 9,18           | 1,00           | Nbr. | Pts. | 3 | 8  |
| 4    | Charlène Guignard / Marco Fabbri   | Włochy            | 81,25  | 41,33          | 39,92          | 6,71           | 6,43           | 6,75           | 6,82           | 6,71           | 0,00           | Nbr. | Pts. | 2 | 7  |
| 5    | Cathy Reed / Chris Reed            | Japonia           | 76,34  | 38,13          | 39,21          | 6,54           | 6,32           | 6,68           | 6,75           | 6,54           | 1,00           | Nbr. | Pts. | 1 | 6  |

### Klasyfikacja końcowa

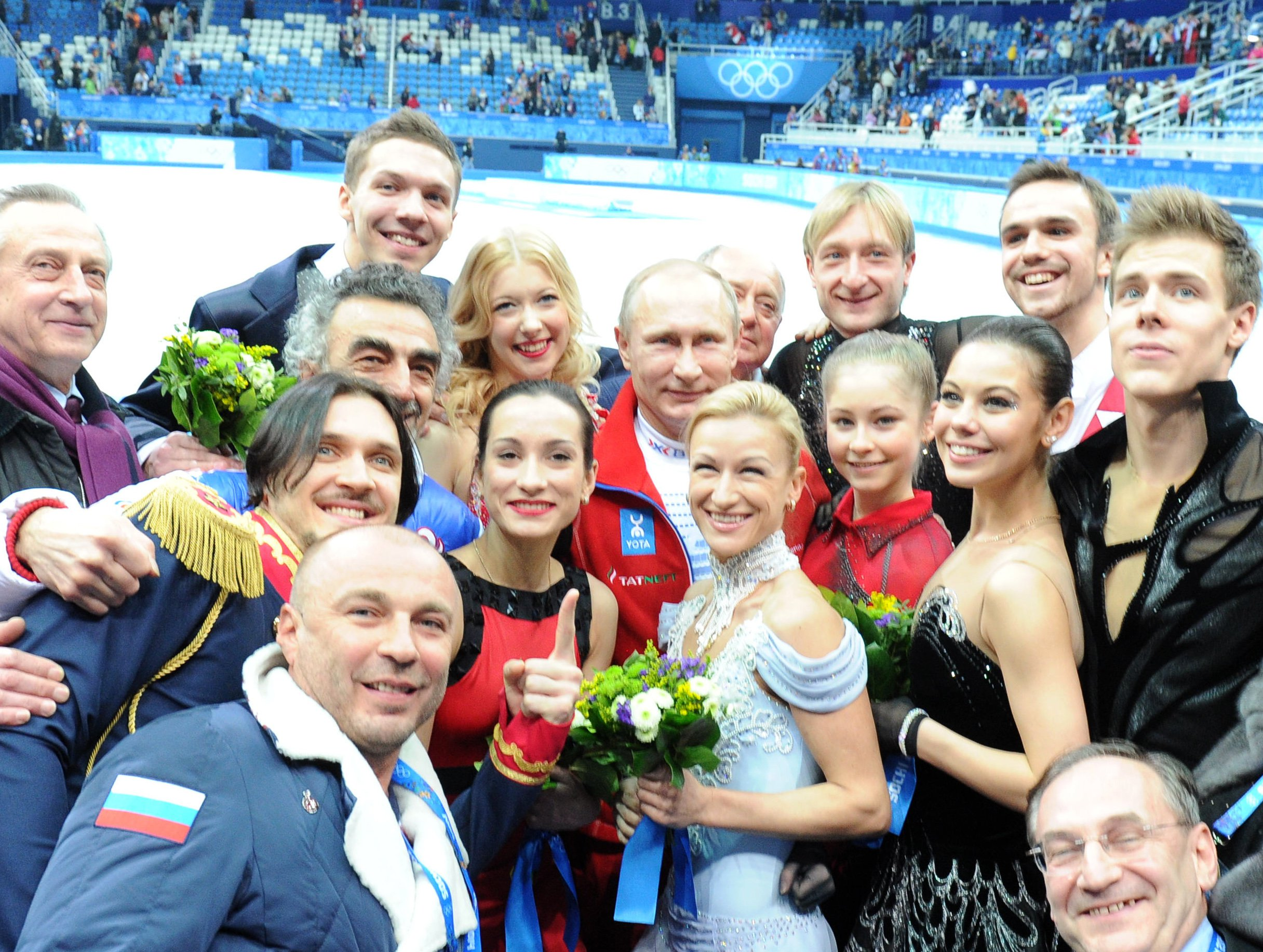
Mistrzowie olimpijscy – reprezentacja Rosji podczas spotkania z Władimirem Putinem po ceremonii kwiatowej (9 lutego 2014)

| Poz. | Reprezentacja            | M–SP | P–SP | D–SD | L–SP | P–FS | M–FS | D–FD | L–FS | Pts. |
| ---- | ------------------------ | ---- | ---- | ---- | ---- | ---- | ---- | ---- | ---- | ---- |
| 01 ! | Rosja                    | 9    | 10   | 8    | 10   | 10   | 10   | 8    | 10   | 75   |
| 02 ! | Kanada                   | 8    | 9    | 9    | 6    | 9    | 9    | 9    | 6    | 65   |
| 03 ! | Stany Zjednoczone        | 4    | 6    | 10   | 7    | 7    | 7    | 10   | 9    | 60   |
| 4    | Włochy                   | 1    | 7    | 6    | 9    | 8    | 6    | 7    | 8    | 52   |
| 5    | Japonia                  | 10   | 3    | 3    | 8    | 6    | 8    | 6    | 7    | 51   |
| 6    | Francja                  | 6    | 4    | 7    | 5    | NQ   | NQ   | NQ   | NQ   | 22   |
| 7    | Chińska Republika Ludowa | 7    | 8    | 1    | 4    | NQ   | NQ   | NQ   | NQ   | 20   |
| 8    | Niemcy                   | 5    | 5    | 5    | 2    | NQ   | NQ   | NQ   | NQ   | 17   |
| 9    | Ukraina                  | 3    | 2    | 2    | 3    | NQ   | NQ   | NQ   | NQ   | 10   |
| 10   | Wielka Brytania          | 2    | 1    | 4    | 1    | NQ   | NQ   | NQ   | NQ   | 8    |